# Kleo
Kleo è una miniserie televisiva tedesca creata da Hanno Hackfot, Richard Kropf, Bob Konrad ed Elena Senft, distribuita sulla piattaforma di streaming a pagamento Netflix a partire dal 19 agosto 2022.

## Trama
Kleo Straub, una collaboratrice della Stasi nella Germania dell'Est, viene incastrata dai suoi stessi superiori ed arrestata con un pretesto dopo una missione a Berlino Ovest, viene condannata all'ergastolo, ma trascorre solo tre anni in prigione (dove perde la bambina che aspettava) in seguito alla caduta del Muro di Berlino e al rilascio dei prigionieri politici della DDR. Una volta libera, Kleo inizia un'operazione di vendetta che costerà la vita a molte delle persone coinvolte.

## Episodi

### Stagione 1 (2022)
| n° | Titolo originale         | Titolo italiano            | Pubblicazione  |
| -- | ------------------------ | -------------------------- | -------------- |
| 1  | Big Eden                 | Big Eden                   | 19 agosto 2022 |
| 2  | Das Wiedersehen          | La rimpatriata             | 19 agosto 2022 |
| 3  | Schnee in Sóller         | Neve a Sóller              | 19 agosto 2022 |
| 4  | Der Minister             | Il ministro                | 19 agosto 2022 |
| 5  | Uwe                      | Uwe                        | 19 agosto 2022 |
| 6  | Objekt Else              | Progetto Else              | 19 agosto 2022 |
| 7  | Schnepfe und Miesmuschel | Il beccaccino e la vongola | 19 agosto 2022 |
| 8  | Die lila Hexe            | La strega viola            | 19 agosto 2022 |

### Stagione 2 (2024)
| n° | Titolo originale       | Titolo italiano        | Pubblicazione  |
| -- | ---------------------- | ---------------------- | -------------- |
| 1  | Das Seepferd           | Il cavalluccio marino  | 25 luglio 2024 |
| 2  | Objekt Moni            | Progetto Moni          | 25 luglio 2024 |
| 3  | Der Bär                | Bär                    | 25 luglio 2024 |
| 4  | Molle und Korn         | Birra e schnaps        | 25 luglio 2024 |
| 5  | Liebesgrüße aus Moskau | Dalla Russia con amore | 25 luglio 2024 |
| 6  | Harald                 | Harald                 | 25 luglio 2024 |

## Produzione
L'idea della serie è di Hanno Hackfort, Richard Kropf e Bob Konrad, noti nell'industria cinematografica come HaRiBo, e dell'autrice Elena Senft. La serie è stata diretta da Viviane Andereggen e Jano Ben Chaabane e prodotta da Michael Souvignier e Till Derenbach della Zeitsprung Pictures, mentre i costumi sono stati disegnati da Elisabeth Wendt. Il set, la musica e lo stile sono ripresi da elementi nostalgici.
Fin dall'inizio viene chiarito come gli eventi storici non siano una priorità per la serie,  che ''è basata su una storia vera, eppure niente di tutto ciò è realmente accaduto''. Allo stesso modo, la resa contemporanea degli eventi storici e la credibilità non sono al centro della ''commedia appariscente sull'agente''. La serie è infarcita di una miscela di elementi reali e fittizi della storia della DDR. Ad esempio, la valigia rossa segreta del capo della Stasi Erich Mielke, realmente esistita, riveste un ruolo importante nella serie, ma al contempo l'omicidio di Mielke non è basato su eventi reali. Altri esempi includono la visita di Kleo a Margot Honecker in Cile dopo la caduta del Muro di Berlino.

## Accoglienza

### Critica
Sull'aggregatore di recensioni Rotten Tomatoes la serie riceve un indice di gradimento pari al 92%, basato su 13 recensioni.